# Гельмут Віль
Гельмут Віль (нім. Hellmuth Will, 29 жовтня 1900, Ріббен, Мазури, 18 грудня 1982, Нойс) — німецький юрист в галузі управління фінансами. Націонал-соціаліст і мер Кенігсберга (Пруссія), гебітскомісар Києва у 1941–1943 роках.

## Життєпис
У 1917–1920 роках служив у Вермахті. Після вивчення права та здобуття докторського ступеня працював фінансовим референтом (помічником) у 1923–1925 роках, у 1926–1929 роках — старшим урядовим радником (асесором). З 1930 року служив у муніципальному департаменті Міністерства внутрішніх справ Пруссії.
1 жовтня 1933 року призначений обербургомістом Кенінгсберга. Він зміг запобігти фінансовій катастрофі, яка насувається, завдяки тому, що місто взяло на себе гарантії міського банку. До кінця року йому вдалося збалансувати бюджет, включаючи покриття попередніх дефіцитів.
Впроваджував усю нацистську політику, зокрема відкритий антисемітизм, бойкот і терор 3 200 євреїв у Кенігсберзі. Були здійснені підпали Старої синагоги та єврейських крамниць. У Кришталеву ніч 1938 року було підпалено стару та нову синагоги, знищено Вайсенгауз (ізраїльський притулок), а мешканців юдейського будинку для літніх людей вигнано.
З 20 жовтня 1941 року до 1943 року був ґебітскомісаром Києва. Повернувся на посаду обербургомістра Кенінгсберга. Під час боїв за місто залишився у фортеці. Потрапив у радянський полон, де провів 10 років.

## Праці
- Kommunale Finanzpolitik, dargestellt am Beispiel der Stadt Königsberg. 1934 (нім.) (Муніципальна фінансова політика на прикладі міста Кенігсберга).